# جونتو ماتسوشيتا
جونتو ماتسوشيتا (باليابانية: 松下 純土) (3 مايو 1991 في طوكيو في اليابان – )؛ هو لاعب كرة قدم ياباني سابق كان يلعب كلاعب وسط.

## وصلات خارجية
- جونتو ماتسوشيتا على موقع رابطة كرة القدم اليابانية للمحترفين (اليابانية)
- جونتو ماتسوشيتا على موقع قاعدة بيانات كرة القدم.إي يو (الإنجليزية)
- جونتو ماتسوشيتا على موقع Soccerway.com (الإنجليزية)